# Kairat Akhmetov
Kairat Akhmetov (Taldykorgan, Kazajistán; 12 de octubre de 1987) es un artista marcial mixto kazajo que actualmente compite en la categoría de peso mosca de ONE Championship, donde es el ex-Campeón Mundial de Peso Mosca de ONE. Actualmente está en la posición #2 del ranking de peso mosca de ONE.

## Primeros años
Kairat “El kazajo” Akhmetov se inspiró en su padre, un campeón amateur de lucha grecorromana, y prontamente seguiría sus pasos. Akhmetov comenzó a entrenar en el año 2000,  demostrando ser tan talentoso como su padre, finalmente se convirtió en un tres veces Campeón Nacional de Lucha Grecorromana en Kazajistán. Akhmetov también se introdujo en el taekwondo, ganando el campeonato regional.

## Carrera de artes marciales mixtas

### Carrera temprana
Luego de convertirse en profesional en 2010, Akhmetov acumuló un récord de 19–0 en el circuito regional de su nativa Kazajistán antes de firmar con ONE Championship en 2015.

### ONE Championship
En su debut en la promoción, Akhmetov venció a Adriano Moraes por decisión dividida para ganar el Campeonato Mundial de Peso Mosca de ONE en ONE Championship: Dynasty of Champions. Durante la pelea, Akhmetov sufrió una lesión de espalda, dejándolo sin competir por dos años. Durante su ausencia, Moraes ganó el Campeonato Interino de Peso Mosca de ONE. Ambos se volvieron a enfrentar en ONE Championship: Kings & Conquerors en una pelea de unificación. Akhmetov perdió la pelea por decisión unánime.
En ONE Championship: Global Superheroes, Akhmetov enfrentó a Geje Eustaquio por el Campeonato Interino de Peso Mosca de ONE. Perdió la pelea por decisión unánime.
Akhmetov enfrentó a Danny Kingad en ONE Championship: Winter Warriors 2 el 17 de diciembre de 2021. Ganó la pelea por decisión unánime.
Akhmetov enfrentó a Tatsumitsu Wada en ONE 158 el 3 de junio de 2022. Akhmetov ganó la pelea decisión unánime.
Akhmetov enfrentó a Reece McLaren el 5 de mayo de 2023, en ONE Fight Night 10. Ganó la pelea por decisión unánime.

## Campeonatos y logros
- ONE Championship
  - Campeonato Mundial de Peso Mosca de ONE (Una vez)

## Récord en artes marciales mixtas
| Récord profesional | Récord profesional | Récord profesional |
| 32 peleas          | 30 victorias       | 2 derrotas         |
| ------------------ | ------------------ | ------------------ |
| Nocaut             | 5                  | 0                  |
| Sumisión           | 13                 | 0                  |
| Decisión           | 12                 | 2                  |

| Resultado | Récord | Oponente                | Método                               | Evento                                              | Fecha                    | Ronda | Tiempo | Localización | Notas                                            |
| --------- | ------ | ----------------------- | ------------------------------------ | --------------------------------------------------- | ------------------------ | ----- | ------ | ------------ | ------------------------------------------------ |
|           |        | Demetrious Johnson      |                                      |                                                     |                          |       |        |              | Por el Campeonato de Peso Mosca de ONE.          |
| Victoria  | 30–2   | Reece McLaren           | Decisión (unánime)                   | ONE Fight Night 10                                  | 5 de mayo de 2023        | 3     | 5:00   | Broomfield   |                                                  |
| Victoria  | 29–2   | Tatsumitsu Wada         | Decisión (unánime)                   | ONE 158                                             | 3 de junio de 2022       | 3     | 5:00   | Kallang      |                                                  |
| Victoria  | 28–2   | Danny Kingad            | Decisión (unánime)                   | ONE: Winter Warriors 2                              | 17 de diciembre de 2021  | 3     | 5:00   | Kallang      |                                                  |
| Victoria  | 27–2   | Dae Hwan Kim            | Decisión (unánime)                   | ONE Championship: Collision Curses 2                | 18 de diciembre de 2020  | 3     | 5:00   | Kallang      | Pelea en peso pactado (62.5 kg).                 |
| Victoria  | 26–2   | Reece McLaren           | Decisión (unánime)                   | ONE Championship: A New Era                         | 31 de marzo de 2019      | 3     | 5:00   | Tokio        |                                                  |
| Victoria  | 25–2   | Haobin Ma               | Decisión (unánime)                   | ONE Championship: Conquest of Heroes                | 22 de septiembre de 2018 | 3     | 5:00   | Yakarta      |                                                  |
| Derrota   | 24–2   | Geje Eustaquio          | Decisión (unánime)                   | ONE Championship: Global Superheroes                | 26 de enero de 2018      | 5     | 5:00   | Manila       | Por el Campeonato Interino de Peso Mosca de ONE. |
| Victoria  | 24–1   | Geje Eustaquio          | Decisión (dividida)                  | ONE Championship: Total Victory                     | 16 de septiembre de 2017 | 3     | 5:00   | Yakarta      |                                                  |
| Derrota   | 23–1   | Adriano Moraes          | Decisión (unánime)                   | ONE Championship: Kings & Conquerors                | 5 de agosto de 2017      | 5     | 5:00   | Macao        | Perdió el Campeonato de Peso Mosca de ONE.       |
| Victoria  | 23–0   | Adriano Moraes          | Decisión (dividida)                  | ONE Championship: Dynasty of Champions (Beijing II) | 21 de noviembre de 2015  | 5     | 5:00   | Beijing      | Ganó el Campeonato de Peso Mosca de ONE.         |
| Victoria  | 22–0   | Artemij Sitenkov        | TKO (paro de la esquina)             | Alash Pride: Golden Horde                           | 17 de octubre de 2015    | 1     | 3:01   | Alma Ata     |                                                  |
| Victoria  | 21–0   | Salah Elkas             | Decisión (unánime)                   | Alash Pride: Warriors of the Steppe                 | 23 de noviembre de 2014  | 2     | 5:00   | Alma Ata     |                                                  |
| Victoria  | 20–0   | Tatsuya Watanabe        | Decisión (unánime)                   | Alash Pride: Great Battle 2                         | 19 de diciembre de 2013  | 3     | 5:00   | Alma Ata     |                                                  |
| Victoria  | 19–0   | Jae Nam Yoo             | Decisión (unánime)                   | AP: Grand Prix 2013                                 | 7 de julio de 2013       | 2     | 5:00   | Alma Ata     |                                                  |
| Victoria  | 18–0   | Nurali Bakirdinov       | Sumisión (choke)                     | Alash Pride: Great Battle                           | 30 de marzo de 2013      | 1     | 3:05   | Alma Ata     |                                                  |
| Victoria  | 17–0   | Zhuo Yang               | Sumisión (rear-naked choke)          | AP: Alash Pride 2                                   | 22 de diciembre de 2012  | 1     | 1:30   | Alma Ata     |                                                  |
| Victoria  | 16–0   | Rafaels Saldes          | Sumisión (armbar)                    | Bushido Luihuania: Vol. 53                          | 30 de noviembre de 2012  | 1     | 4:12   | Londres      |                                                  |
| Victoria  | 15–0   | Kaan Kazgan             | Sumisión (rear-naked choke)          | Bushido Luihuania: Vol. 51                          | 8 de junio de 2012       | 2     | 2:41   | Nursultán    |                                                  |
| Victoria  | 14–0   | Vladislav Nikitchenko   | Decisión (unánime)                   | AP: Nowruz Cup 2012                                 | 18 de marzo de 2012      | 3     | 5:00   | Alma Ata     |                                                  |
| Victoria  | 13–0   | Rusland Belikov         | KO (puñetazo)                        | Bushido Luihuania: Vol. 50                          | 21 de diciembre de 2011  | 1     | 0:49   | Alma Ata     |                                                  |
| Victoria  | 12–0   | Farkhad Firuzi          | Sumisión (rear-naked choke)          | AP: Nowruz Cup 2011                                 | 16 de octubre de 2011    | 1     | 3:48   | Alma Ata     |                                                  |
| Victoria  | 11–0   | Janibek Omaruly         | Sumisión (rear-naked choke)          | Zhekpe Zhek Cup 2011                                | 10 de octubre de 2011    | 1     | 3:01   | Kaskelen     |                                                  |
| Victoria  | 10–0   | Aziz Baginbaev          | Sumisión (armbar)                    | Zhekpe Zhek Cup 2011                                | 10 de octubre de 2011    | 1     | 4:23   | Kaskelen     |                                                  |
| Victoria  | 9–0    | Nurlan Kamagulov        | Sumisión (guillotine choke)          | Zhekpe Zhek Cup 2011                                | 10 de octubre de 2011    | 1     | 1:23   | Kaskelen     |                                                  |
| Victoria  | 8–0    | Djamadyn Zaribzhanov    | Sumisión (rear-naked choke)          | Riviera Grand Prix 2011                             | 28 de julio de 2011      | 1     | 1:30   | Kapchagai    |                                                  |
| Victoria  | 7–0    | Abdyrashid Zholdoshbaev | TKO (golpes)                         | Riviera Grand Prix 2011                             | 28 de julio de 2011      | 1     | 1:04   | Kapchagai    |                                                  |
| Victoria  | 6–0    | Janibek Omaruly         | Sumisión (Achilles lock)             | Iron Horde: Kazakhstan vs. Kyrgyzstan               | 1 de julio de 2011       | 1     | 2:21   | Alma Ata     |                                                  |
| Victoria  | 5–0    | Amanjol Kunanyshbaev    | TKO (golpes)                         | Sarbaz Cup 2011: Kazakhstan vs. Uzbekistan          | 1 de mayo de 2011        | 1     | 3:18   | Alma Ata     |                                                  |
| Victoria  | 4–0    | Tofik Mamedov           | TKO (golpes)                         | S-1: Selection 2011                                 | 22 de abril de 2011      | 1     | 4:20   | Alma Ata     |                                                  |
| Victoria  | 3–0    | Zirodin Abdulkerimov    | Sumisión (rear-naked choke)          | Alash Pride 1                                       | 19 de marzo de 2011      | 1     | 2:54   | Alma Ata     |                                                  |
| Victoria  | 2–0    | Nurazy Balayev          | Sumisión (standing guillotine choke) | Iron Horde Cup 2                                    | 1 de agosto de 2010      | 1     | 2:38   | Alma Ata     |                                                  |
| Victoria  | 1–0    | Anatoly Akhmetov        | Sumisión (rear-naked choke)          | Iron Horde Cup                                      | 1 de mayo de 2010        | 1     | 0:48   | Alma Ata     |                                                  |